# 米澤観児
米澤 観児（よねざわ かんじ、1970年12月24日 - 2010年11月19日）は、TWICE VOICEに所属していた日本の俳優。

## 人物
身長180cm・体重66kg。大阪府出身。奈良県立北大和高等学校卒業。在学中は陸上競技部に所属。金沢美術工芸大学卒業。在学中にスペインに絵画留学。文学座研究所卒業後、劇団四季に入団。ライオンキングのベストキャスト公演のエド役。2002年退団後、2年間の絵画制作を中心とした充電期間を経て、俳優として新たなスタートを切る。商業的な活動の傍ら、2006年オフィス夢の街を設立、愛と真実をテーマに嘘のない演技・芸術を追求する。同時期に原宿に専用劇場「シアター夢の街」をセルフビルドにて完成させ、海外作品を中心に演出・主演・美術など精力的に展開した。また夢の街ではロハス系のカルチャースクールや工房も展開し、障がいをもつ子供たちのフォローや、絵画や木工製作などにも力を注いだ。特技は絵画・走ること。
2010年夏に急性前骨髄球性白血病を発症。11月19日、退院を目前に急変、肺炎にて急逝。プライベートでは愛犬を中心においたナチュラルな生活を好み、趣味のカメラを片手に自然の中に溶け込むように暮らしていた。生きることをとても大切にしており、自然と動物、この世界をこよなく愛し、持てる思いをすべて向かい合うものに注ぐような生き方であった。米澤観児の魂そのものであった夢の街の心は残されたものに引き継がれ、また米澤観児の軌跡を今も生きるものと共に刻むべく、現在は九州の最南端にある「Teatro de Musa＊夢の街」で工房活動やチャリティなどを中心に今も静かに活動が続けられている。
現在、遺作である絵本「夢の島ノア」WEB絵本が公開されている。仲間たちによる絵本朗読なども行われている。

## 主な出演作品

### 舞台
- オフィス夢の街公演　オーファンズ
- オフィス夢の街公演　季節はずれの雪
- ズガチラプロデュース公演　解決します!!
- ズガチラプロデュース公演　今宵あなたと
- お月様にようこそ
- あなたはロボット
- おたやん女房としぶちん亭主
- 花と猫
- ノクターン
- 工場物語
- 銀河鉄道の夜
- ハムレット
- ライオンキング
- 王子とこじき
- 李香蘭

## 映画
- 亡国のイージス
- 252 生存者あり

## バラエティ
- めちゃ×2イケてるッ!